# François Gangloff
François Gangloff   (Bischheim, 11 de juliol de 1898 - Estrasburg, 16 de març de 1979) va ser un gimnasta artístic francès que va competir durant la dècada de 1920.
El 1924 va prendre part en els Jocs Olímpics de París, on disputà les nou proves del programa de gimnàstica. Guanyà la medalla de plata en el concurs complet per equips i el salt sobre cavall lateral. Fou setè en la prova de barra fixa, mentre en les altres sis proves aconseguí uns resultats més discrets